# Língua aché
A língua aché ou guaiaqui é uma língua tupi-guarani falada pela etnia indígena aché no Paraguai. Os seis dialetos do aché são suficientemente diferentes para produzir alguns problemas na comunicação, uma vez que eles não são inteiramente e mutuamente inteligíveis.
Os achés, que significa "homem" de acordo com a sua autodenominação, são conhecidos também na literatura etnográfica como guaiaqui e guoiaqui (que significa "ratas raivosas" ou "ratas ferozes").
O seu vocabulário revela um guarani arcaico, enquanto que a morfossintaxe preserva a estrutura de um substrato não guarani, difícil de se identificar com precisão. A sua "guaranização" foi processada possivelmente por meio de elementos do tipo mbiá, conforme indicada por algumas referências culturais e semelhanças linguísticas. Nos territórios atuais, os achés estão utilizando o guarani paraguaio coloquial e a língua espanhola, no entanto alguns ainda preservam a sua língua.
De acordo com a publicação Ethnologue, a língua era falada por 1 360 pessoas até ao ano de 2007 e possui seis variantes dialetais.